# Alessandro Scarano
Alessandro Scarano (Borgo Maggiore, 3 de septiembre de 1983) es un político sanmarinés que fue uno de los dos capitanes regentes de San Marino desde el 1 de abril hasta el 1 de octubre de 2023 junto a Adele Tonnini.

## Biografía
Scarano nació en Borgo Maggiore y es licenciado en derecho por la Universidad de Bolonia.
Es miembro del Partido Demócrata Cristiano Sanmarinense desde 2002. Sirvió como diputado en la XXVII legislatura del Gran Consejo General de San Marino de 2008 a 2012 y nuevamente en la XXX legislatura desde 2019. Es miembro de las Comisiones de Asuntos Exteriores e Interiores.
El 17 de marzo de 2023, el Gran Consejo General lo eligió a él y a Adele Tonnini como capitanes regentes de San Marino para servir del 1 de abril de 2023 al 1 de octubre de 2023.